# Mimetus banksi
Mimetus banksi är en spindelart som beskrevs av Arthur M. Chickering 1947. Mimetus banksi ingår i släktet Mimetus och familjen kaparspindlar.
Artens utbredningsområde är Panama. Inga underarter finns listade i Catalogue of Life.